# Balatchi
Batachi est une localité du de la commune de Mbouda (Cameroun) située dans la région de l'Ouest et le département des Bamboutos.

## Géographie
La localité est située à 9,5 km à l'ouest du chef-lieu communal Mbouda.

### Climat
Le village de Balatchi présente un climat chaud et tempéré. Les précipitations y sont plus importantes en été qu'en hiver. On note une température moyenne annuelle de 18,8 °C et une précipitation moyenne de 2 028 mm.

## Histoire
À l'origine, Balatchi est une partie du territoire Bangang confiée comme terre d'asile à Boumanang, Prince de la Chefferie Bafou mécontent de n'avoir pas été choisi comme successeur de son père.
L'arrêté no 275 du 22 novembre 1962 érige Balatchi en village autonome.

## Chefferie traditionnelle
La localité est le siège de l'une des huit chefferies traditionnelles de 2e degré de l'arrondissement de Mbouda :
- 641 : Chefferie Balatchi

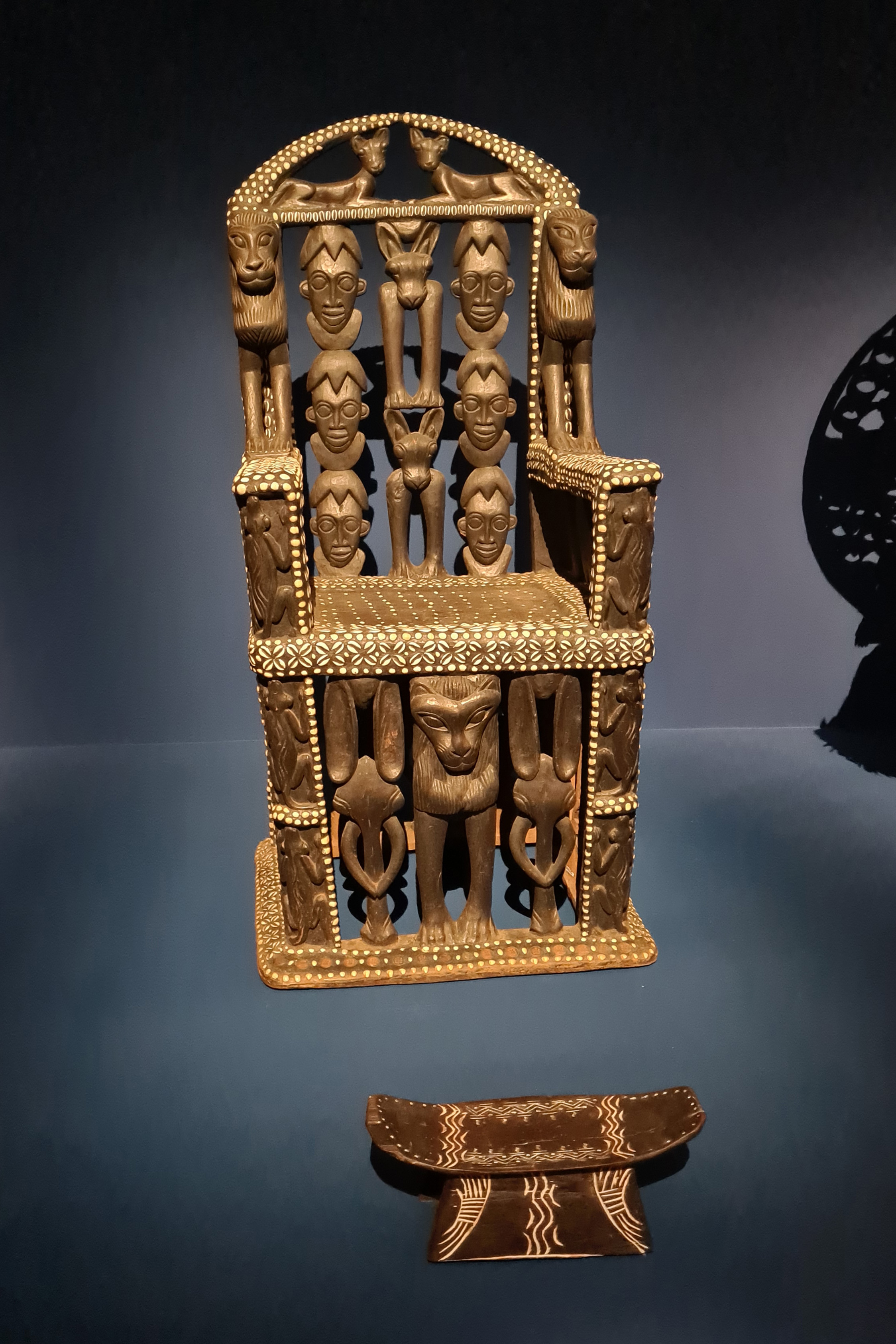
Trône.
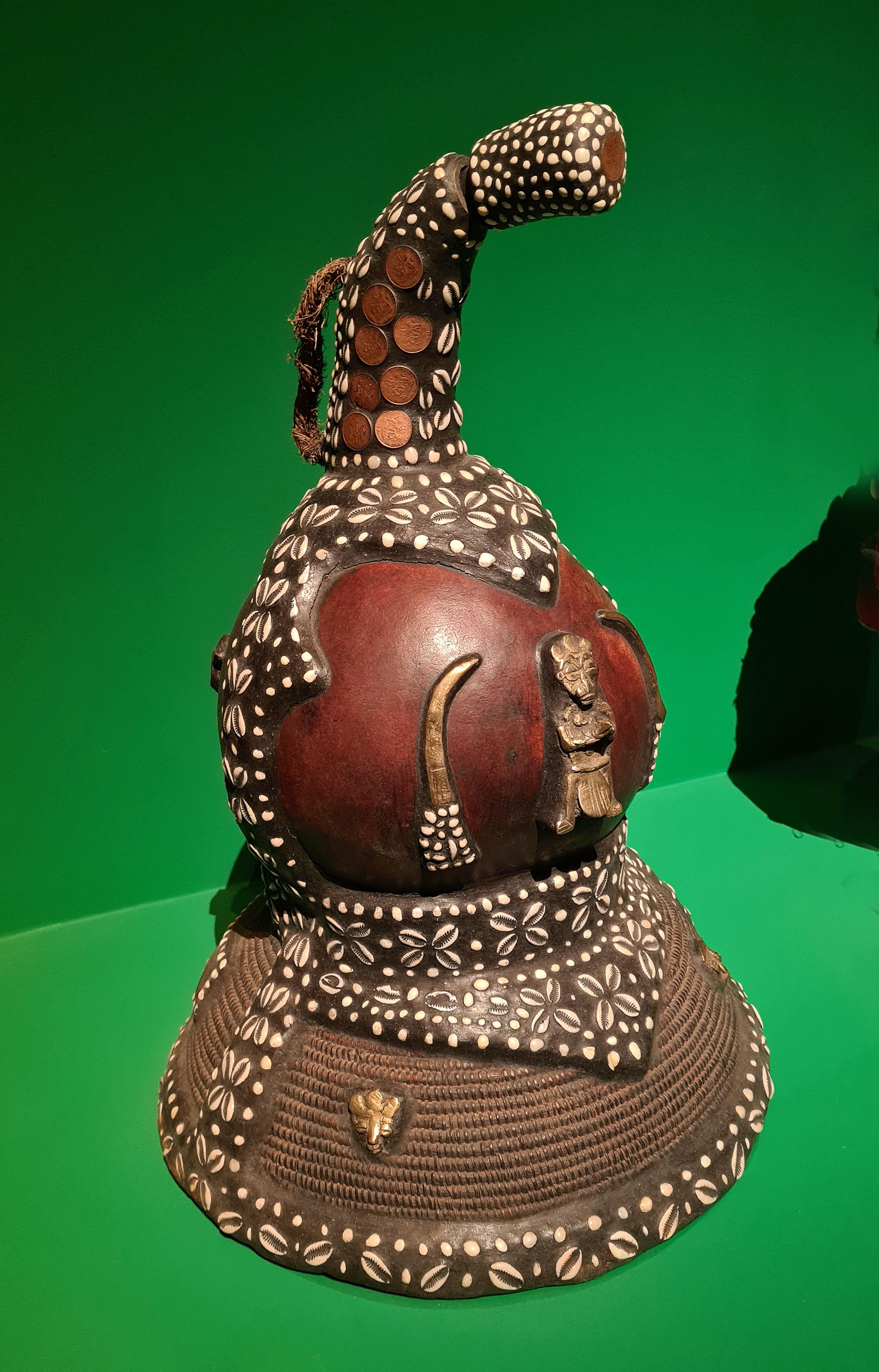
Calebasse à bec.
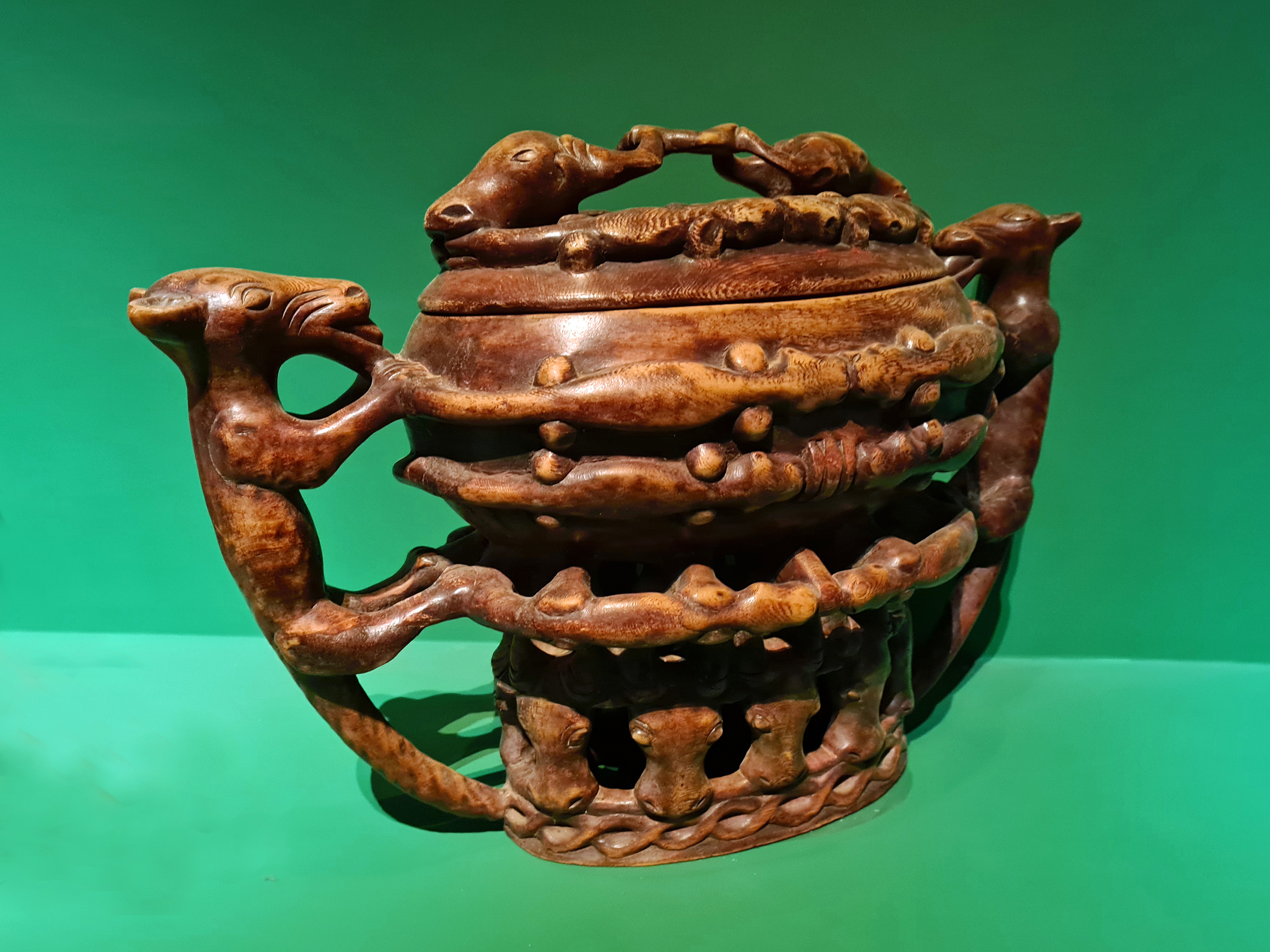
Calebasse sculptée.
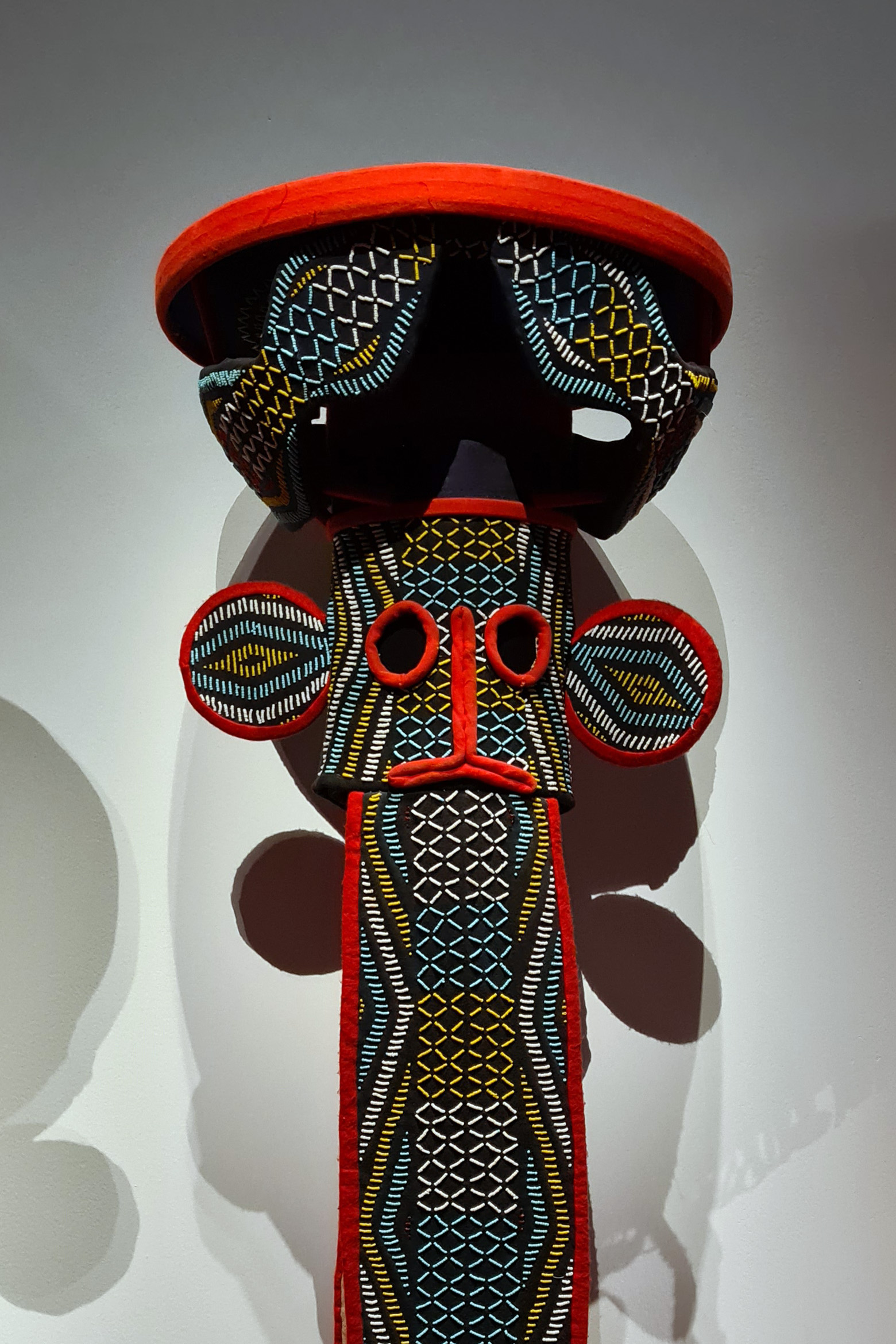
Masque cagoule d'éléphant Kwo'si.
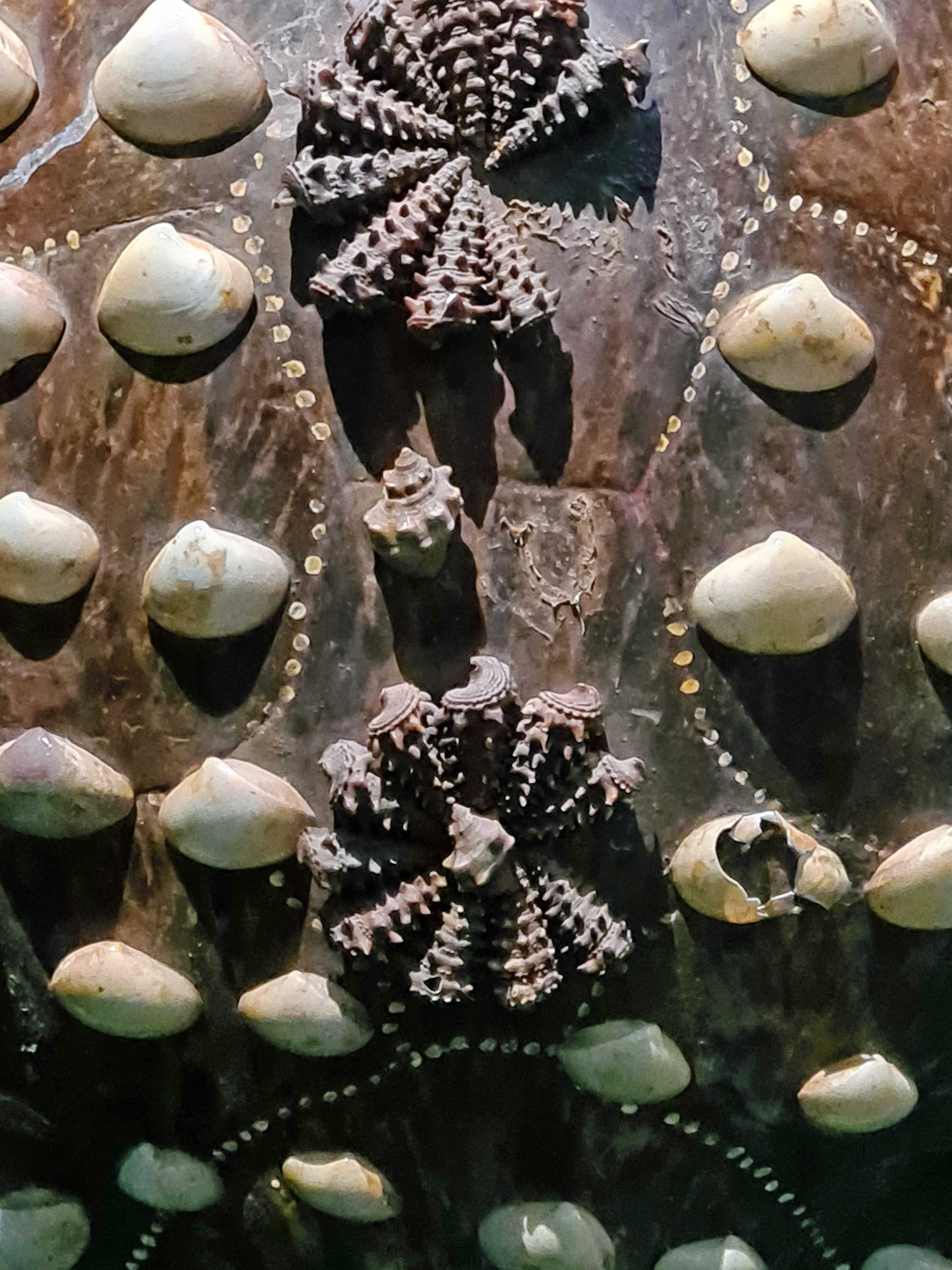
Carapace de tortue incrustée de coquillages (détail).

| No | Identité                      | Période | Période | Durée  | Étiquette |
| No | Identité                      | Début   | Fin     | Durée  | Étiquette |
| -- | ----------------------------- | ------- | ------- | ------ | --------- |
| 10 | Yemelong Jacob (d)            | 1929    | 1931    | 2 ans  |           |
| 11 | Tanga Fouotsop Samuel (d)     | 1931    | 1956    | 25 ans |           |
| 12 | Kenfack Tanga Fouotsop II (d) | 1957    | 2000    | 43 ans |           |
| 8  | Tsinda (d)                    |         |         |        |           |
| 7  | Douanla (d)                   |         |         |        |           |
| 9  | Douongmo (d)                  |         |         |        |           |
| 6  | Lontsie (d)                   |         |         |        |           |
| 4  | Yemelong (d)                  |         |         |        |           |
| 5  | Souala (d)                    |         |         |        |           |
| 2  | Wagoug (d)                    |         |         |        |           |
| 3  | Meliotchou (d)                |         |         |        |           |
| 1  | Boumanang (d)                 |         |         |        |           |

## Villages
Le groupement Balatchi est constitué de 24 villages :
- Bagading 1
- Bagading 2
- Bagatchio 1
- Bagatchio 2
- Bakié
- Bakouotio
- Bamaka
- Bamebin
- Bamegoum
- Bamela
- Bamelim
- Batiamékié 1
- Batiamékié 2
- Batomeni
- Batsella 1
- Batsella 2
- Bazinmaguong
- Bororo
- King Palace
- Koumguh
- Koutetseh
- Nzintsuet
- Tseding
- Tsella

## Cultes
La paroisse catholique Saint Théophile de Balatchi fait partie de la doyenné de Bangang du diocèse de Bafoussam.

## Personnalités nées à Balatchi
- Dieudonné Watio (1946-), évêque[9]
- Paul Lontsié-Keuné (1963-), évêque[10]
- Joseph Fofe Tapydji (1936-2012), chirurgien-dentiste, ancient minister.
- Dr Sonkoue
- Pierre Ngoula, (1932-) Magistrat.
- Pierre Samabo (1941-2017), General de division.
- Melong Simon, Homme d'affaires.
- Bounkeu Daniel (1935-2014), chef comptable.
- Goda, commissaire de police.
- Melacheo Pierre, douanier.
- Douomong Jean (1946-2009), Assureur.
- Kenne Elias, Inspecteur de l'education.
- Dr Roger Ngoula, Maire de Mbouda.